# Kosta Nedeljković
Kosta Nedeljković (ur. 16 grudnia 2005 w Smederevie) – serbski piłkarz, występujący na pozycji prawego obrońcy w niemieckim klubie RB Lipsk, do którego jest wypożyczony z klubu Aston Villa.